# Gustaf Fredrik Hjortberg
Gustaf Fredrik Hjortberg, född 2 oktober 1724 i Göteborg, död 5 april 1776 på Åby gård, Fässbergs socken, var en svensk präst. Han var även verksam som läkare, veterinär, botanist, vetenskapsman, urmakare och orgelbyggare samt gav ut flera skrifter. Han byggde orgelverk i Halland och var troligen självlärd.
Hjortberg studerade vid Uppsala universitet, men bodde senare på sin gård Gustavsberg, nära Vallda kyrka. Från år 1754 till sin död var han kyrkoherde i Vallda församling och lät bland annat bygga till tornet på Vallda kyrka (omkring 1765–1770). 
Under en period arbetade han som präst ombord på Svenska Ostindiska Companiets fartyg, med vilka han gjorde minst tre resor. Han brevväxlade med Carl von Linné och var bland de tidigare skribenterna i Sverige att skriva om den nya grödan potatis, då denna introducerades i Sverige från Sydamerika via Spanien och han införde även potatisen som gröda i Vallda. År 1768 invaldes Hjortberg som ledamot nummer 180 av Kungliga Vetenskapsakademien.
I Släps kyrka finns Hjortbergstavlan, som föreställer Hjortberg tillsammans med sin fru och deras femton barn. Alla barn överlevde inte till vuxen ålder, men de avlidna barn finns ändå med på tavlan, fast med ansiktena bortvända eller skymda. I Toråsskolan i Vallda finns Torsten Billmans al frescomålning En dag i den kloke Valldaprästens liv om Hjortbergs gärning som läkare med sin antydan om Hjortbergs tornbygge för Vallda kyrka som kom att ställa honom på ekonomiskt obestånd.

## Biografi
Hjortberg föddes 1724 i Göteborg. Han var son till kaptenen vid amiralitetet Henrik Hjortberg och Anna Catharina von Eiten. Från 1732 till 1735 var Hjortberg kadett vid amitalitetet i Göteborg. 1736 blev han elev vid gymnasiet i samma stad. Den 18 oktober 1742 skrevs han in på Göteborgs nation vid Lunds universitet. Han prästvigdes 1746. Som präst var han skeppspredikant på skeppet Freden vid Ostindiska kompaniet mellan augusti 1747 och juli 1749. Hjortberg blev sedan skeppspredikant på skeppet Adolph Friedrich 1749–1751. Och slutligen på skeppet Enigheten mellan december 1751 och juli 1753. 
Efter att har varit skeppspredikant blev han den 1 mars 1754 kyrkoherde i Vallda församling där han kom att stanna fram till sin död. 1767 blev han ledamot av Kungliga Vetenskapsakademien. 1770 blev han prost. 1772 blev han ledamot av Kungliga Vasaorden. 1775 blev han ledamot av Kungliga Vetenskaps- och Vitterhets-Samhället i Göteborg.
Han avled 1776 på Åby gård, Fässberg (nu Mölndal).

### Familj
Hjortberg gifte sig den 25 januari 1747 med Anna Helena Löfman (född 1 maj 1725, död 18 februari 1808) på Stomgården i Släp, hon var dotter till kaptenlöjtnanten vid amiralitetet Jonas Löfman.

## Publikationer
- Swenska boskaps-afwelen til sin rätta wård och skötsel uti helsos och sjukdoms tid, igenom pröfwade medel och nyttige råd, til landtmanna tjenst ihopsamlade af G.F.H., en handbok i lantbruk.

## Orgelverk
| År        | Ursprunglig kyrka | Stift     | Bild | Manualer | Pedal        | Stämmor     | Bevarad orgel/fasad | Övrigt |
| --------- | ----------------- | --------- | ---- | -------- | ------------ | ----------- | ------------------- | --- |
| 1757/1760 | Tölö kyrka        | Göteborgs |      | 1        | Självständig | 10 eller 13 | Nej/Nej             | En ny orgel byggdes 1775 av Jonas Wistenius, Linköping. |
| 1759/1760 | Släps kyrka       | Göteborgs |      |          |              | 8           |                     | 1858 byggdes en ny orgel av Johan Niklas Söderling, Göteborg och Hjortbergs orgel flyttades 1859 till Partille kyrka. En ny orgel byggdes där 1936 av A. Magnusson Orgelbyggeri, Göteborg.                |
| 1771      | Söndrums kyrka    | Göteborgs |      |          |              | 9           | Nej/Nej             | Orgelverket kostade 1000 daler. Hjortberg satte upp verket tillsammans med en orgelbyggargesäll och två snickare och var på orten under 5 veckor. 1802 byggdes en ny orgel av Lorentz och Lars Strömblad. |
| 1771      | Vapnö kyrka       | Göteborgs |      |          |              | 9           | Nej/Nej             | Orgelverket kostade 1000 daler. Hjortberg satte upp verket tillsammans med en orgelbyggargesäll och två snickare och var på orten under 4 veckor. 1802 byggdes en ny orgel av Lorentz och Lars Strömblad. |